# Французька колода

Французька колода з 54 карт (паризький малюнок)

Французька колода — найпоширеніший різновид колоди карт, що використовується для безлічі картівних ігор (наприклад, бридж, покер, дурень тощо).
Колода містить 52 основні карти, які характеризуються однією з чотирьох мастей (чорні ♠ піка і ♣ трефа та червоні ♥ чирва і ♦ бубна) й одним з 13 номіналів: король, дама (або краля), валет, десятка, дев'ятка, вісімка, сімка, шістка, п'ятірка, четвірка, трійка, двійка та туз. Також поза мастями існує декілька спеціальних карт, так званих джокерів, які зазвичай відрізняються за малюнком.

## Опис

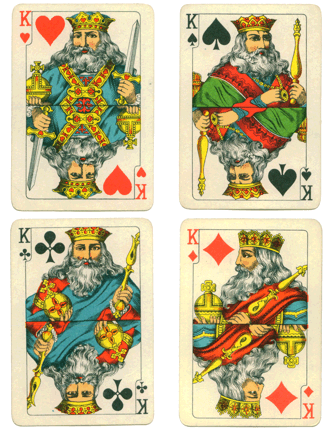
Дондорф-рейнландський малюнок

Найпоширенішим малюнком французької колоди є англійський малюнок, відомий як стандартна чи англо-американська колода. Крім неї, існує безліч інших малюнків, зокрема бельгійсько-генуезький, берлінський, атласний, нордичний, дондорф-рейнландський тощо.
Сучасні гральні карти мають позначки номіналу на протилежних кутках або ж по всіх чотирьох кутках карти, щоб полегшити ідентифікацію карт, коли вони затуляють одна одну, і щоб вони виглядали однаково для гравців з протилежних боків. В англомовних країнах літерами A, K, Q і J позначають туза, короля, даму і валета. В інших країнах позначки можуть відрізнятися, хоча англійська версія також поширена. У Франції використовують 1, R, D і V (As, Roi, Dame і Valet), у Німеччині — A, K, D і B (Ass, König, Dame і Bube), у Швеції — E, K, D і Kn (Ess, Kung, Dam і Knekt), а в Україні та Росії — Т, К, Д і В (Туз, Король, Дама і Валет).
Усі ранні карти були одноголовими, тобто фігури старших карт малювали в повний зріст. У XIX столітті виробники карт почали виготовляти карти з віддзеркаленим малюнком, аби їх можна було легше розпізнати й долілиць. Саме так старші карти втратили нижню половину, яку здебільшого позамінювали на перевернуту копію верхньої половини, а між двома половинами з'явилася пряма чи похила розділювальна лінія. Хоча й досі в німецькій та італо-іспанській колоді існують одноголові малюнки, сучасні карти у французькій колоді завжди двоголові.
У багатьох іграх використовуються урізані варіанти французької колоди:
- 36 карт («російська» колода, номінали починаються з шісток),
- 32 карти (преферансна колода, номінали починаються з сімок),
- тощо.

## Історія
Гральні карти прибули до Європи з Єгипту близько 1370 року, перша ж згадка на території Франції датується 1377 роком. Французький знак розрізнення мастей одержано з німецьких мастей близько 1480 року.
Французька колода розвинулася в XV столітті, імовірно шляхом спрощення німецької колоди. Дешевші у виготовленні карти невдовзі поширилися Центральною Європою. Після Тридцятилітньої війни вона почала заміняти німецьку колоду на півночі та заході Німеччини.
Приблизно в XIX столітті найпопулярнішим різновидом французької колоди стала 52-карткова колода англійського малюнку, відома як стандартна. Поява ігор, де потребується більше карт, ніж в інших колодах, сприяє поширенню стандартної колоди по всьому світу.